# Pachyphytum caesium
Pachyphytum caesium är en fetbladsväxtart som beskrevs av M. Kimnach och R. Moran. Pachyphytum caesium ingår i släktet Pachyphytum och familjen fetbladsväxter. Inga underarter finns listade i Catalogue of Life.